# Nódulo de Heberden
Nódulo de Heberden é uma manifestação articular provocada pela osteoartrose ou osteoartrite, gerando um abaulamento que acomete as articulações interfalangianas distais. É  mais comuns em mulheres (10 mulheres para 1 homem), tendo seu início por volta da 4ª e 5ª década da vida e coincidindo, via de regra, seu início com as alterações hormonais próprias da menopausa. Frequentemente o acometimento de mãos é do tipo bilateral e simétrico. Pode haver vermelhidão local, dor e inchaço por períodos variáveis. A limitação do movimento costuma estar ausente ou ser discreta;